# Marielle de Sarnez
Marielle Lebel de Sarnez, conocida como Marielle de Sarnez, (París, 27 de marzo de 1951-13 de enero de 2021) fue una política francesa.

## Trayectoria
Miembro del Partido republicano (PR) y de la Unión por la democracia francesa (UDF), apoyó a Valéry Giscard d'Estaing y se convirtió posteriormente en la mano derecha de François Bayrou y en la primera vicepresidenta del partido que este fundó en 2007, el Movimiento demócrata (MoDem).
Fue diputada europea de 1997 a 2017 y ejerció la función de secretaria general del Partido demócrata europeo. En 2017, se convirtió en la efímera ministra de Asuntos europeos en el primer gobierno de Édouard Philippe bajo la presidencia de Emmanuel Macron. Dimitió días después de ser designada, al ser citada en el asunto de los asistentes parlamentarios europeos del MoDem en el Parlamento europeo —escándalo por el cual fue imputada en 2019 por desvío de fondos públicos. El mismo año fue elegida diputada por París en el Parlamento francés, del cual presidió la Comisión de asuntos exteriores, cargo que desempeñó hasta su inesperado fallecimiento en 2021.